# شهرستان لسنوی
شهرستان لسنوی (به لاتین: Lesnoy District) یک شهرستان در روسیه است که در استان تور واقع شده‌است.